# Fiołek bławatkowy
Fiołek bławatkowy (Viola suavis) – gatunek rośliny należący do rodziny fiołkowatych. Występuje w Europie środkowej, południowej i wschodniej, na Bliskim Wschodzie i w Azji Środkowej oraz w północnej Afryce (w Maroku). W Polsce gatunek ma status przejściowo dziczejącego efemerofita, jednak obserwowane są populacje na tyle stabilne, że postulowane jest uznanie go za trwały element flory Polski.  

## Morfologia
ŁodygaTrwała, podnosząca się, osiąga około 10 cm wysokości.
KwiatyFioletowe, mają białą lub jasnoniebieską gardziel.
LiścieBlaszki liściowe sercowate u nasady.

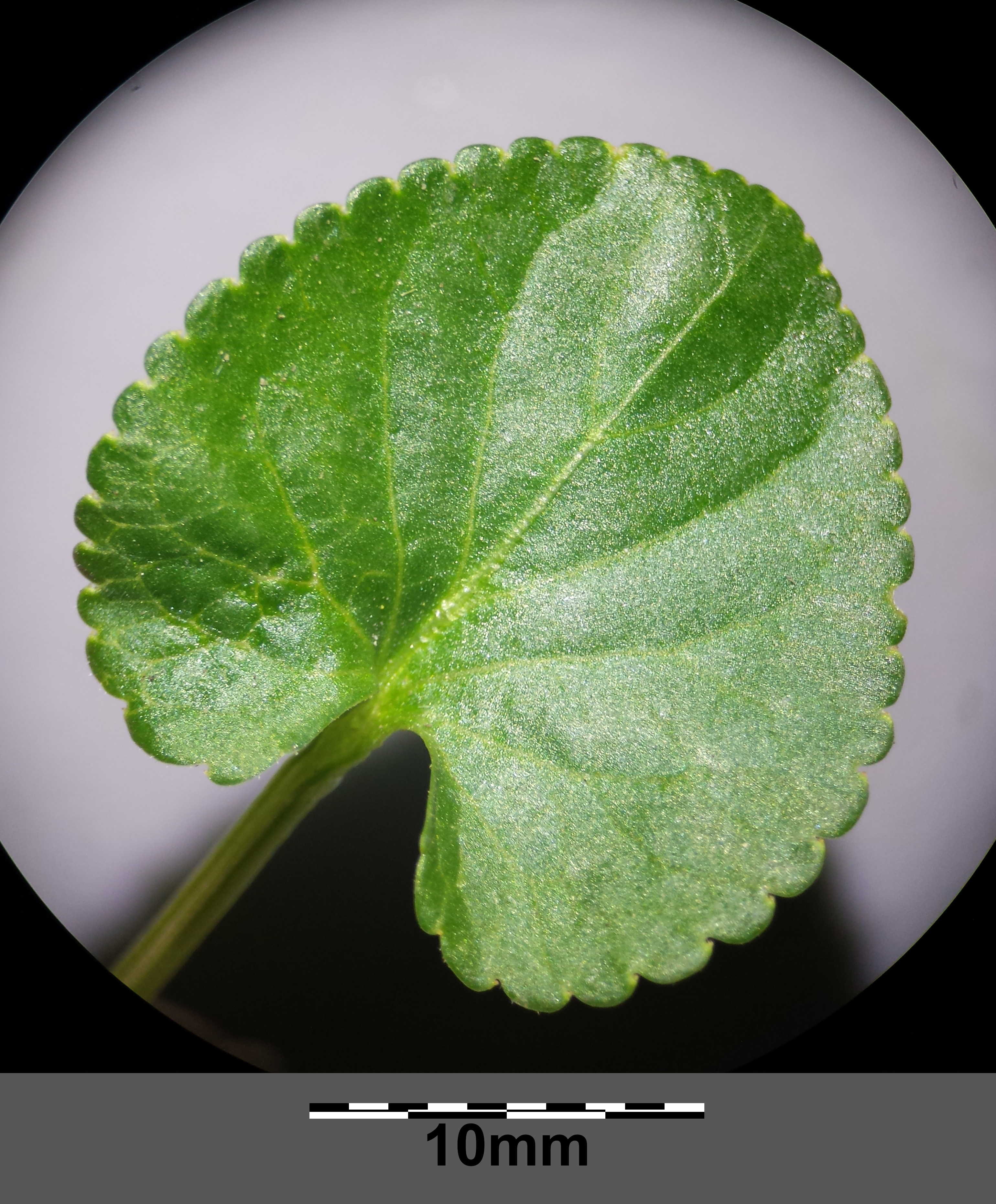
Liść
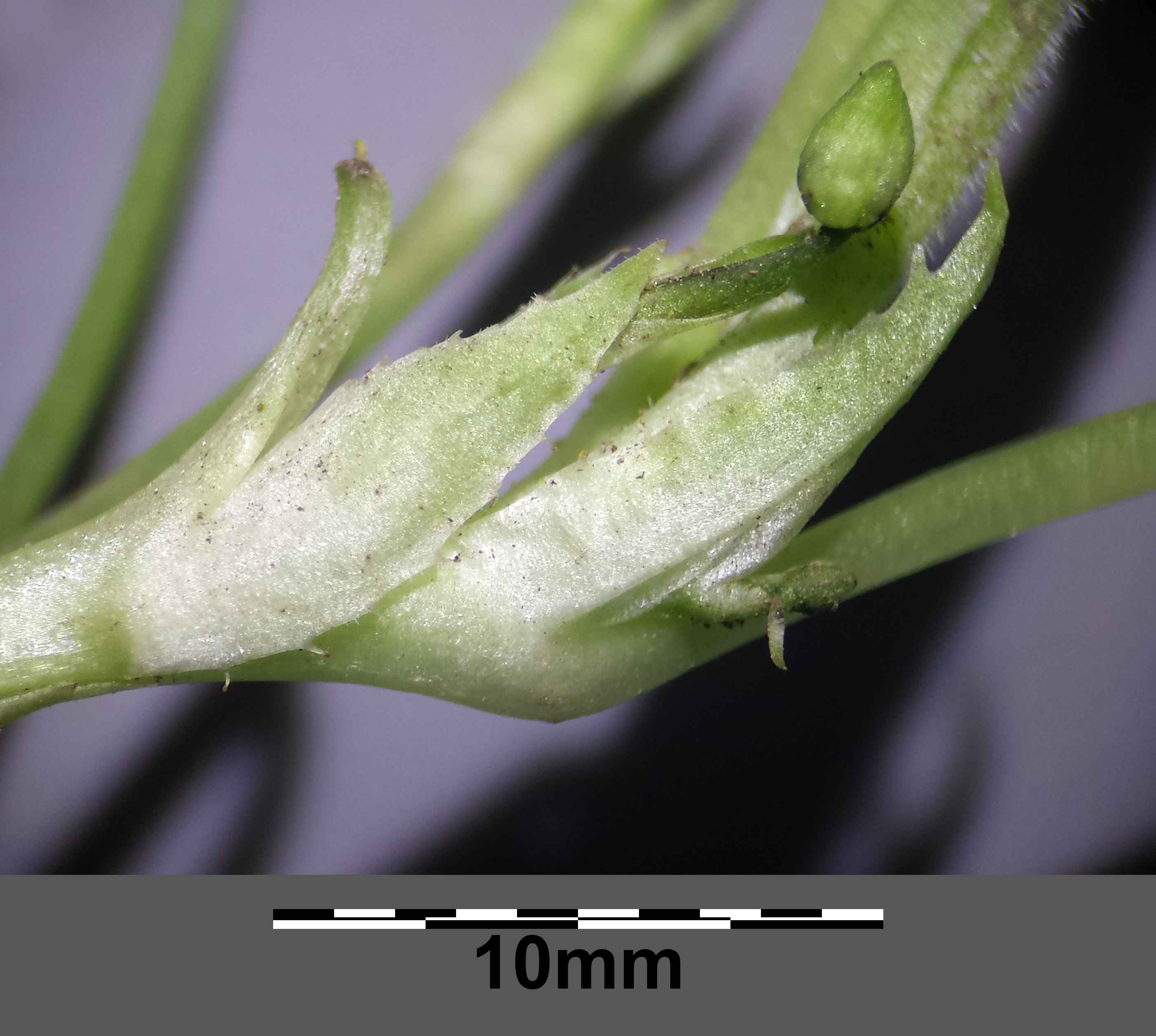
Przylistki i pąk kwiatowy
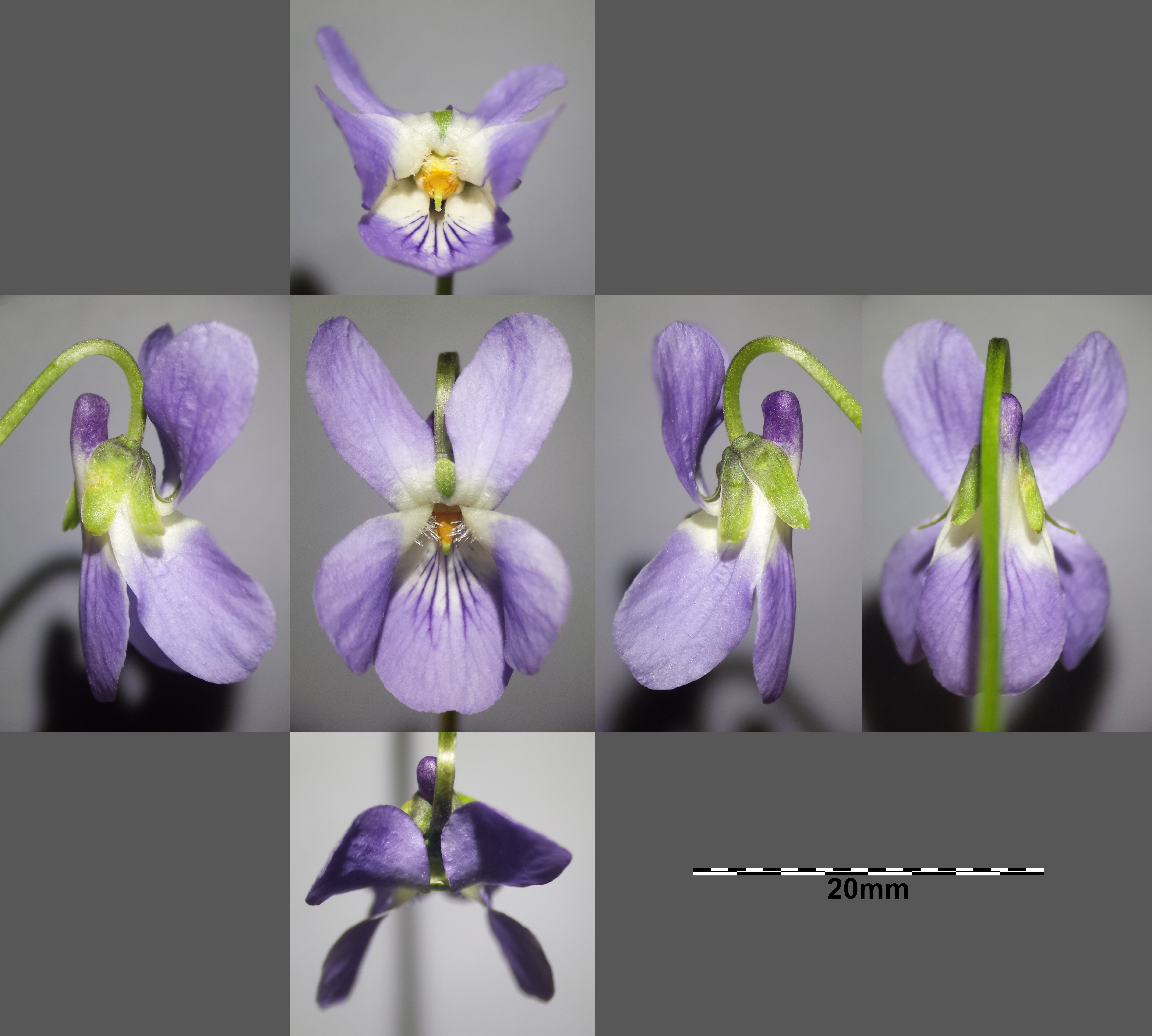
Kwiat

## Biologia i ekologia
Bylina. Kwitnie w marcu i kwietniu. Rośnie na pastwiskach i łąkach.